# Afinación
Los sistemas de afinación buscan construir una serie de relaciones de frecuencia vibratoria que dan lugar a las notas de una escala. Estas relaciones se estudian de manera independiente de la altura absoluta de cualquiera de las notas, y se describen exclusivamente como intervalos entre ellas. Los apartados que siguen hacen relación a los estándares de altura absoluta, no a los sistemas de afinación de la escala.
En música, la afinación es el proceso de ajustar el tono de un sonido hasta que coincida con una nota musical de referencia. Al hacer esto con la voz humana, se dice que «está afinado» y es una de las habilidades del entrenamiento del oído.

## Estándares de afinación en la historia
Se utilizaron varios sistemas de afinación musical para determinar la frecuencia relativa de las notas de una escala musical, también a lo largo de la historia se han utilizado varios estándares de afinación en un intento de fijar la altura absoluta de la escala. En 1955, la Organización Internacional de Estandarización fijó la frecuencia del la en 442 Hz. Pero en el pasado se utilizaron distintos sistemas de afinación.

### SigloXVI
A mediados del 1500 Michael Praetorius (1571-1621) había rechazado varios estándares de afinación altos (de más de 480 Hz) debido a que provocaban que se rompieran las cuerdas más delgadas del violín, que en esa época se hacían con tripa (intestino) de animales.
Hasta el Siglo XIX no hubo un esfuerzo concertado de estandarizar la afinación musical, y a lo largo de Europa variaba grandemente. Incluso dentro de una misma iglesia, a lo largo del tiempo la afinación podía variar debido a la manera en que se afinaban los órganos. Generalmente, el extremo de los tubos de órgano se martillaba hacia dentro o hacia fuera (tomando una forma ligeramente cónica) para subir o bajar ligeramente la afinación. Cuando los extremos de los tubos se terminaban rajando y rompiendo, se los recortaba a todos, aumentando (agudizando) de esta manera la afinación general de todo el órgano.

### SigloXVII
Los niveles de afinación no solo variaban en lugares diferentes o en distintas épocas, también podían variar en una misma ciudad. El órgano de una catedral londinense del siglo XVII podía estar afinado cinco semitonos más bajo que un virginal (instrumento de teclado) de la misma ciudad.

### SigloXVIII
Se puede tener alguna idea de las variaciones de afinación examinando antiguos diapasones de horquilla, tubos de órgano y otras fuentes. Por ejemplo, un pequeño diapasón de lengüeta (o «diapasón coral») británico de 1720 emitía el la (que se encuentra cinco teclas blancas a la derecha del do central del piano) a 380 Hz, mientras que los órganos que tocaba Johann Sebastian Bach en Hamburgo, Leipzig y Weimar estaban afinados con el la a 480 Hz, una diferencia de cuatro semitonos (cuatro teclas contiguas de piano). En otras palabras, el la que producía el diapasón inglés sonaba como un do# en los órganos que tocaba Bach en esa misma época.
La necesidad de estandarizar los niveles de afinación (al menos dentro de una misma ciudad o un mismo país) surgió cuando se empezó a popularizar la ejecución de música combinada de órgano con ensambles instrumentales. Una manera en que se empezó a controlar la afinación era con el uso de diapasones de horquilla, aunque tampoco aquí se ponían de acuerdo: un diapasón asociado con Georg Friedrich Händel (1685-1759), aproximadamente de 1740, estaba afinado con un la 422,5 Hz, mientras que uno de 1780 estaba a 409 Hz (casi un semitono más grave). Recuérdese que la nota la actual corresponde a la frecuencia de 440 Hz. Hacia el fin de los 1700, el la se afinaba dentro del rango de los 400 a los 450 Hz.

### SigloXIX
A lo largo de la primera mitad del siglo XIX, hubo una tendencia a subir la afinación de la orquesta. Esto probablemente se haya debido a que las orquestas competían unas con otras, tratando de llenar las salas de concierto cada vez más grandes con un sonido más brillante que el de sus competidoras. Fueron ayudadas en sus esfuerzos por la durabilidad mejorada de la cuerda mi de los violines (la más aguda de las cuatro cuerdas). Las cuerdas de tripa de animales no aguantaban tanta tensión, pero las nuevas cuerdas de acero podían aguantar más tensión sin romperse.
El aumento del tono de afinación en esta época ha quedado reflejado en los diapasones de horquilla que se conservan. Un diapasón de 1815 del Semperoper ―el teatro de la ópera de Dresde (Alemania)― da un la 423,2 Hz, mientras que uno de once años después producía 435 Hz. Se conserva un diapasón en el teatro La Scala de Milán (Italia) que produce un la de 451 Hz.

#### Legalización della435 (1859)
Los más intensos oponentes a la tendencia alcista de la afinación eran los cantantes, que se quejaban por el esfuerzo que suponía seguir la afinación de las orquestas de la época. Debido probablemente a estas protestas, el Gobierno de Francia dictó una ley el 16 de febrero de 1859 en el que establecía el la a la derecha del do central del piano a 435 Hz. Dicha ley se originó de una comisión que nombró el secretario de Fomento de la época para establecer un diapasón uniforme, la cual presentó sus conclusiones el 1 de febrero de 1859. La ley dictada por el Estado francés acordó la adopción de un patrón de diapasón de uso obligatorio en los establecimientos musicales autorizados por el Estado. El diapasón patrón emitía un la que vibraba a 870 Hz (o sea que el «la central» quedaba a 435 Hz. Este fue el primer intento de estandarizar la afinación a tal escala, y fue conocido como el «diapasón normal». Se volvió un estándar de afinación bastante popular incluso fuera de Francia.

#### Afinación filosófica (la430,54 Hz)
Sin embargo, siguió habiendo variaciones. El diapasón normal del la a 435 Hz daba como resultado un do central afinado a 258,65 Hz. Una afinación alternativa, conocida como «afinación filosófica» o «afinación científica» hacía fijar el do exactamente a 256 Hz, un número muy cercano al anterior que resultaba de elevar el número entero 2 a la 8.a potencia (28 Hz). Este do normalizado, que daba como resultado un la 430,54 Hz, obtuvo alguna popularidad debido a su conveniencia matemática, ya que las frecuencias de todos los do serían una potencia de 2. Pero este estándar nunca recibió el mismo reconocimiento oficial que el la 435 Hz y su uso no se generalizó.

### SigloXX(la440)
En 1936, una conferencia internacional recomendó que el la encima del do central se afinara a 440 Hz. El estándar fue aceptado por la Organización Internacional de Estandarización en 1955 (y fue reafirmado por ellos en 1975) como norma ISO 16. La diferencia entre esta afinación y el «diapasón normal» se debió a la confusión acerca de cuál era la temperatura a la que se debía medir el estándar francés. El estándar inicial era un la 439 Hz, pero fue reemplazado por el la 440 Hz después de registrarse quejas acerca de la dificultad de reproducir los 439 Hz en laboratorio debido a que 439 es un número primo.
A pesar de esta confusión, el la 440 Hz ahora se utiliza prácticamente en todo el mundo. En la práctica, las orquestas afinan con el la que genera el oboísta principal, en vez de hacerlo con algún dispositivo electrónico (lo cual sería más fiable), y el oboísta mismo no utiliza tal dispositivo para afinar su instrumento en primer lugar, así que todavía puede haber una ligera diferencia en la afinación exacta utilizada. Los instrumentos solistas como el piano (con quien afina la orquesta cuando tienen que tocar juntos) a veces tampoco están afinados con el la 440 Hz. De todos modos se cree que desde mediados del siglo XX ha existido una ligerísima tendencia a subir la afinación estándar, aunque ha sido casi imperceptible.

### SigloXXI(la442 yla444)
Al menos en las orquestas de cámara y sinfónicas formadas por alumnos de los conservatorios de música europeos actuales se toma como referencia un la de 442 Hz producido por un dispositivo electrónico. En los estudios de teoría se sigue hablando de 440 Hz para el la pero la práctica instrumental se considera ajena a esta sujeción. Aunque sigue siendo el oboe el instrumento encargado de dar la referencia al resto de la orquesta, el oboísta afina su instrumento in situ con un afinador digital. Esto es así incluso entre los grupos de música antigua, que suelen afinar a 415 Hz (un semitono temperado por debajo de 440 Hz) la música barroca y a otras afinaciones como 465 Hz para ciertas músicas como el barroco temprano veneciano, 392 Hz para el barroco francés (y en algunos casos el inglés de la época de Purcell), o 432-435 Hz para repertorio del Clasicismo y primer Romanticismo.

### Ella(en hercios) a lo largo de la historia
- 505,8 Hz: Renacimiento; órgano de Halberstadt (Alemania)
- 446 Hz: Renacimiento (instrumentos de viento de madera).
- 424,2 Hz: Michael Praetorius (Alemania, 1619)
- 415 Hz: instrumentos de viento de madera, afinados con los órganos parisinos (siglo XVII y XVIII).
- 465 Hz: afinación muy utilizada en Alemania en el siglo XVII
- 480 Hz: órganos alemanes que tocaba Bach (principios del siglo XVIII).
- 422,5 Hz: diapasón asociado con Georg Friedrich Händel (1740).
- 409 Hz: diapasón británico (1780).
- 400 Hz: diapasón (fines del siglo XVIII).
- 450 Hz: diapasón (fines del siglo XVIII).
- 423,2 Hz: diapasón del teatro de ópera de Dresde (1815).
- 435 Hz: diapasón (1826).
- 451 Hz: diapasón de La Scala de Milán.
- 430,54 Hz: afinación filosófica o afinación científica.
- 452 Hz: «tono sinfónico» (mediados del siglo XIX).
- 435 Hz: «tono francés», de la comisión estatal de músicos y científicos franceses (16 de febrero de 1859).
- 432 Hz: Giuseppe Verdi escribió su Réquiem utilizando el diapasón estándar de tono normal francés oficial a 435 Hz. Más tarde (1874) indicó que 432 Hz sería ligeramente mejor para orquestas
- 435 Hz: «tono internacional» o «diapasón normal»: Congreso de Viena (Conferencia Internacional sobre el Tono, 1887). El bandoneón actual.
- 444 Hz: afinación de cámara (fines del siglo XIX).
- 440 Hz: Reino Unido y Estados Unidos: (principios del siglo XX).
- 440 Hz: Conferencia Internacional (1939). Véase «la 440».
- 440 Hz: Organización Internacional de Estandarización (1955).
- 440 Hz: Organización Internacional de Estandarización ISO 16 (1975).
- 442 Hz a 445 Hz (llamada «afinación brillante»): el bandoneón actual, que se trata de un instrumento de lengüeta no afinable por el intérprete.
- 442 Hz: Instrumentos de la familia del violín.[cita requerida]

## Particularidades de los instrumentos
Además de las discrepancias en cuanto a la frecuencia del la, incluso cuando en un grupo de cámara o en una orquesta se ha fijado un diapasón, cada familia instrumental presenta peculiaridades en cuanto al modo de producción de los sonidos, que pueden provocar diferencias en la frecuencia de las mismas notas correspondientes.
- Los instrumentos de sonidos fijos que son afinables de forma relativamente sencilla, con teclado o sin él, como el piano, se suelen afinar por el sistema temperado.

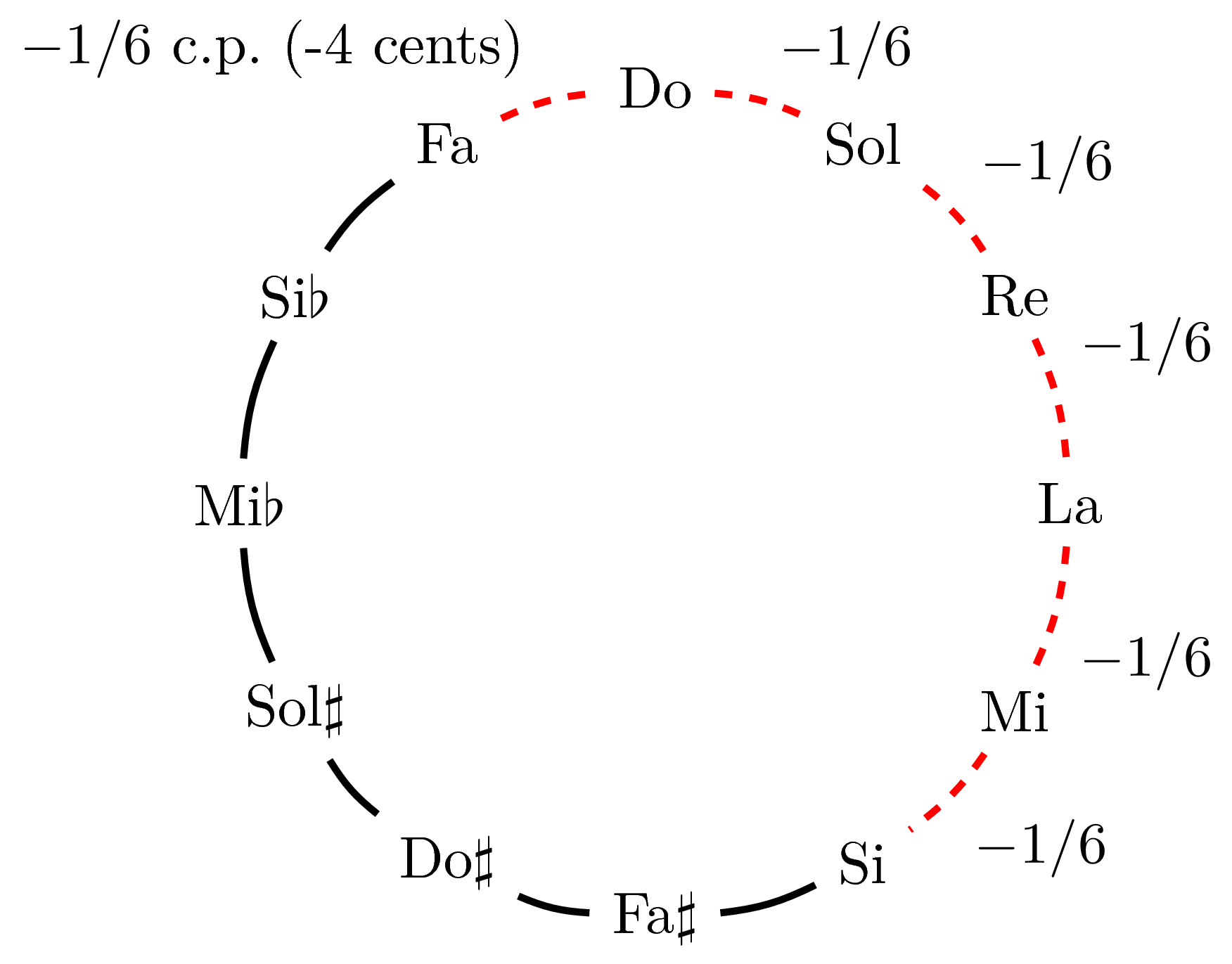
Círculo de quintas correspondiente al temperamento de Vallotti de 1/6 de coma, según Giuseppe Tartini. Es un temperamento irregular circular (sin quinta del lobo)

- El clave, en cambio, se suele afinar por un temperamento histórico como Valotti, Kirnberger III o Werckmeister III.
- Los instrumentos como el órgano de tubos, que tienen sonidos fijos que se pueden afinar (aunque no de manera frecuente ni con facilidad), si son antiguos es posible que tengan una afinación mesotónica, Valotti o incluso pitagórica. Actualmente, los órganos se afinan según el estilo del órgano. Los órganos emplazados en sitios donde se suele tocar con otros instrumentos, como los auditorios, se afinan en temperamento igual.
- En la guitarra y otros instrumentos de cuerda con trastes en el mástil, los trastes están colocados de manera que generen semitonos temperados de acuerdo al sistema de temperamento igual. Las cuerdas están afinadas por terceras o cuartas temperadas.
- Los instrumentos de cuerda frotada sin trastes en el mástil, como el violín o el violonchelo, también afinan las cuerdas al aire por quintas justas, pero el instrumentista goza de libre albedrío en cuanto a la altura de los sonidos de las cuerdas pisadas, aunque en la práctica los ejecutantes aplican una técnica fija para la producción de las notas. La consigna en este caso es hacer los tonos grandes y los semitonos diatónicos pequeños ―como en el sistema de Pitágoras― y, en cambio, hacer las terceras armónicas pequeñas como en el sistema justo.
- Los instrumentos de viento-metal con llaves, válvulas o pistones afinan por el sistema temperado en lo que respecta a estos mecanismos, y según la serie armónica en lo que respecta a los sonidos conseguidos como armónicos de una nota base correspondiente a una posición dada de los mismos. También siguen estrictamente la serie armónica los instrumentos sin ningún mecanismo que altere la longitud real del tubo, como las trompas o trompetas naturales. La serie armónica presenta una gran variedad de intervalos entre sus notas: quintas y cuartas justas, tonos grandes y pequeños, terceras justas, varios tipos de semitonos e incluso notas “prohibidas” como los múltiplos de 7, 11 y 13.
- Los instrumentos de viento-madera tienen sus llaves o agujeros dispuestos según el sistema temperado, pero algunas notas pueden hacerse como armónicos de otras, lo que da lugar a intervalos justos que son algo diferentes.
- La música vocal tiene libertad de afinación; se aplica lo dicho más arriba para los instrumentos de cuerda frotada: tendencia a las escalas pitagóricas para afinar pasajes melódicos. Sin embargo, para mejorar la sonoridad de los acordes puede tratarse de afinar buscando en lo posible intervalos justos, especialmente las terceras, lo que supone hacerlas apreciablemente más pequeñas. Aunque esta práctica es poco frecuente por su dificultad y está reservada a los coros muy experimentados, son conocidos los casos de conjuntos vocales que lo realizan habitualmente, como The Sixteen, Stile Antico o el Ensemble Clément Janequin, entre otros.

Así pues, en estos conjuntos se puede llegar a un “acuerdo” en el caso en que cualquier desafinación vaya a percibirse con claridad (como en el cuarteto de cuerda o en un conjunto vocal reducido) o bien se confía en la tolerancia del oído humano respecto a las desafinaciones, sobre todo en conjuntos grandes como la orquesta o las masas corales, donde la estadística desempeña un papel nada desdeñable en el resultado final.
Para apreciar la desafinación producida al afinar las cuerdas al aire por quintas justas o por el sistema temperado (con un afinador electrónico), podemos ver que en un violonchelo la diferencia es menor de 6 cents para la cuerda del do cuando la cuerda del la está a 220 Hz (65,406 Hz frente a 65,185 Hz). Esto produce unos batidos de 0,22 Hz, que suponen una pulsación cada 4,5 segundos. Esto es el resultado de acumular tres veces la diferencia entre una quinta temperada y una quinta justa, cuando se afina la cuarta cuerda a partir de la primera.
En el caso del violín, la cuerda del la es la segunda, afinada a 440 Hz, y la diferencia acumulada hasta la cuerda del sol (la cuarta cuerda) corresponde solamente a dos quintas. En este caso, la diferencia es menor de 4 cents, con unos batidos de 0,44 Hz (195,99 Hz frente a 195,55 Hz), lo que produce una pulsación cada 2,26 segundos. Aunque el intervalo de desafinación es más pequeño que en el caso del chelo, los batidos son más rápidos porque las notas son más agudas.